# مانایله
مانایله (به صربی: Manajle) یک منطقهٔ مسکونی در صربستان است که در ولادیچین خان واقع شده‌است. مانایله ۶۰ نفر جمعیت دارد.